# Strudiella devonica
Strudiella devonica — вимерла комаха, була знайдена групою американських і французьких учених в одному з кам'яних кар'єрів бельгійської провінції Намюр. Вона вважається однією з перших цілком збережених комах раннього палеозою, що підтверджують результати досліджень на молекулярному рівні.
Повідомляється, що у струдієли було три пари ніг, довгі вусики, відособлена голова, черевце і груди. На черевці вчені нарахували десять сегментів. Трикутна щелепа нагадує ротовий апарат деяких комах. Вік викопної істоти, яка в довжину досягала 8 мм, становить 365 млн років.
Цілісність примірника не з найкращих, тому вчені поки не наважуються віднести його до класу Insecta. Проблема в тому, що види комах, які існували в ті часи, практично невідомі науці.
Існує ще декілька ізольованих екземплярів, вік яких сягає 400 млн років, але після цього спостерігається розрив в історії комах відомий в науці як «пробіл шестиногих». Цей проміжок часу триває до середини кам'яновугільного періоду, 330–300 млн років тому, коли у вологих і теплих лісах починає з'являтися безліч найрізноманітніших форм життя.
Знахідка Strudiella devonica заповнює якусь «відсутню ланку» в літописі комах. Однак конкретні висновки не дозволяє зробити погана збереженість викопного. Адже для точніших висновків, необхідний цілий екземпляр з добре збереженими придатками ротової частини.
Незважаючи на те, що у комахи не збереглися крила, деталі будови вказують на схожість крилатої личинки з сучасними тарганами або кониками. Щодо характеру захоронення, то припускається, що ця особина якимось чином в період девону потрапила в болото, багате стародавніми креветками (це виявлено в ході розкопок), і там загинула, дивом уникнувши хижаків.

## Ресурси Інтернета
- Девонский жук — древнейшее насекомое планеты [Архівовано 7 серпня 2012 у Wayback Machine.]